# DAMA
Drets d'Autor de Mitjans Audiovisuals (DAMA) és l'entitat de gestió col·lectiva de drets d'autor que recapta, gestiona i distribueix drets d'autor de guionistes i directors de cinema i televisió a Espanya. Els seus àmbits d'actuació són:
- La còpia audiovisual per a ús privat
- La comunicació pública d'obres audiovisuals
- El lloguer d'obres audiovisuals
- Els drets d'explotació (reproducció, distribució, comunicació pública i transformació) que hagin estat reservats per part de l'autor. En són exemple els drets de reproducció mecànica per venda de l'obra audiovisual en vídeo, CD o DVD.

El Ministeri de Cultura va autoritzar la societat de gestió DAMA el 6 d'abril de 1999, després que l'any 1998 fos constituïda com a associació.